# Altamira, Tuxpan
Altamira är en ort i Mexiko.   Den ligger i kommunen Tuxpan och delstaten Veracruz, i den sydöstra delen av landet, 240 km nordost om huvudstaden Mexico City. Altamira ligger 21 meter över havet och antalet invånare är 191.
Terrängen runt Altamira är platt. Runt Altamira är det ganska tätbefolkat, med 160 invånare per kvadratkilometer. Närmaste större samhälle är Tuxpan de Rodríguez Cano, 8,0 km norr om Altamira. Trakten runt Altamira består till största delen av jordbruksmark.